# Tománkova lípa
Tománkova lípa patří k nejmohutnějším památným stromům v Pardubickém kraji, nachází se v obci Klášterec nad Orlicí. Není tak známá, jako Vejdova lípa, která roste v nedalekých Pastvinách. O Tománkově lípě psal již Jan Evangelista Chadt-Ševětínský na začátku 20. století a o 40 let později i František Hrobař.

## Základní údaje
- Název: Tománkova lípa, Šrolerova lípa[3]
- Výška: 25 m (1945),[3] 28 m (1977),[4] 20 m (1996)[4]
- Obvod: 735 cm (30. leta 20. stol.),[3] 750 cm (1945),[3] 882 cm (1977),[5] 850 cm (1993),[5] 870 cm (1996)[5]
- Věk: >700 let (1913, podle Chadta),[3] 750–800 let (30. léta, řídící F. Toman),[3] 450 let (1945, místní odhad),[3] >600 let,[6] 550 let[7]
- Zdravotní stav: 1 (1977),[4] 3 (1996)[4]
- Památný strom ČR: od 22. května 1997[1]
- Sanace: ?
- Souřadnice: 50°7'7.92"N, 16°33'22.29"E

Strom roste u statku číslo 66.

## Stav stromu a údržba
Lípa je již dlouho dutá, v roce 1866 bylo možné do dutiny vstoupit, později začal otvor zarůstat. Podle dobových záznamů mohl roku 1912 vstoupit už jen štíhlý člověk, v roce 1937 již jen dítě nebo slepice. V červnu 1911 přišla lípa o dva vrcholy.

## Historie a pověsti
Tománkova lípa byla už v druhé polovině 19. století dutá a obyvatelé ji za prusko-rakouské války roku 1866 úspěšně použili k úschově cenných předmětů. Na kmeni býval umístěn obrázek, který později nahradila nedaleko stojící socha Ježíše.

## Další zajímavosti
Tománkova lípa byl jeden ze stromů, který byl natáčený pro televizní pořad Paměť stromů, ale kvůli stopáži musel být vynechán. Ve stejnojmenné knize ale již zahrnutý byl.
Název Tománkova vznikl z příjmení Toman, které patřilo jednomu z dřívějších majitelů statku. Když pan Toman zemřel, říkalo se vdově Tomanka, místu pak u Tomanky. Po sňatku s panem Dolečkem se název vyvinul do podoby u Tománků a lípa tak byla nazývána Tománkova. Druhý z názvů lípa podědila po majitelce statku z poloviny 20. století, paní Marii Šrolerové.

## Památné a významné stromy v okolí
- Klášterecký klen (500 let)
- Klášterecké jasany (2 stromy)
- Klášterecký hloh (u cesty na Lhotku)
- Jirešův javor (Klášterec, u cesty ke Končinám)
- Bratrská lípa (Kunvald) (7 km V)